# Боркув (Келецький повіт)
Боркув (пол. Borków) — село в Польщі, у гміні Далешиці Келецького повіту Свентокшиського воєводства.
Населення — 574 особи (2011).
У 1975-1998 роках село належало до Келецького воєводства.

## Демографія
Демографічна структура на день 31 березня 2011 року:
|          | Загалом | Допрацездатний вік | Працездатний вік | Постпрацездатний вік |
| -------- | ------- | ------------------ | ---------------- | -------------------- |
| Чоловіки | 286     | 55                 | 209              | 22                   |
| Жінки    | 288     | 61                 | 183              | 44                   |
| Разом    | 574     | 116                | 392              | 66                   |